# Spoon
Spoon is een Amerikaanse indierockband uit Austin, Texas. De groep bestaat uit zanger/gitarist Britt Daniel, Jim Eno (drums), Rob Pope (bas), Eric Harvey (keyboards, gitaar, percussie) en Alex Fischel  (keyboards, gitaar).
De groep werd in 1994 opgericht door Daniel en Eno. De naam van de band is een eerbetoon aan de Duitse avant-gardegroep Can uit de jaren zeventig, die in 1972 een hit had met het nummer Spoon.

## Discografie

### Albums
- Telephono (1996, Matador)
- A Series of Sneaks (1998, Elektra)
- Girls Can Tell (2001, Merge)
- Kill the Moonlight (2002, Merge)
- Gimme Fiction (2005, Merge)
- Ga Ga Ga Ga Ga (2007, Merge)
- Transference  (2010, Merge)
- They Want My Soul (2014, Loma Vista Recordings)
- Hot Thoughts (2017)
- Lucifer On The Sofa (2022)

### Ep's
- Nefarious (ep, 1994, Fluffer)
- Soft Effects (ep, 1997, Matador)
- Love Ways (ep, 2000, Merge)
- Home: Volume IV (split-ep, 2002, Post-Parlo)

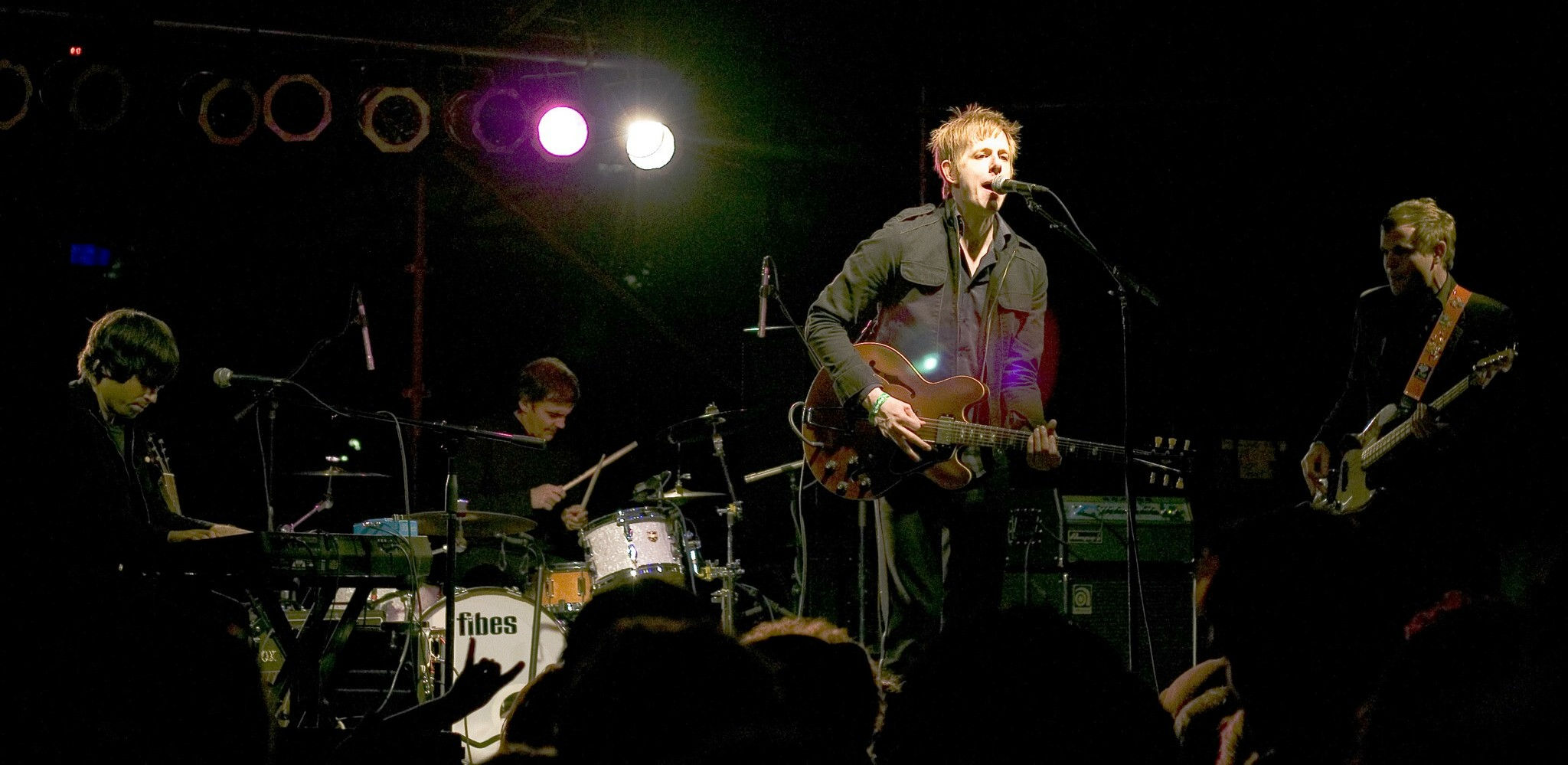
Optreden in Austin, Texas, 1 december 2006